# Coffea costatifructa
Coffea costatifructa är en måreväxtart som beskrevs av Diane Mary Bridson. Coffea costatifructa ingår i släktet Coffea och familjen måreväxter. Inga underarter finns listade i Catalogue of Life.